# Азаров, Сергей Семёнович
Серге́й Семёнович Аза́ров (12 [25] сентября 1915 — 10 мая 1943) — советский военный лётчик, участник Великой Отечественной войны, заместитель командира эскадрильи 57-го гвардейского истребительного авиационного полка 216-й смешанной авиационной дивизии 4-й воздушной армии Северо-Кавказского фронта, Герой Советского Союза (1943), гвардии старший лейтенант.

## Биография
Родился 12 (25) сентября 1915 года в деревне Соколово (ныне урочище на территории Брянского района Брянской области) в семье крестьянина. Русский. Окончил 7 классов и школу ФЗУ. Работал слесарем в паровозостроительном цехе завода «Красный Профинтерн». Учился в Бежицком аэроклубе.
В Красной армии с 1938 года. Окончил Борисоглебскую военно-авиационную школу пилотов. Член ВКП(б) с 1942 года.
На фронтах Великой Отечественной войны с ноября 1941 года. Воевать Азаров начал на истребителе И-16. Боевое крещение он получил в районе Ростова. На подходе к цели Азаров атаковал врага и поразил его меткой очередью. «Мессершмитт» задымил и рухнул на землю.
Летом 1942 года Гитлер перебросил на Северный Кавказ части прославленных лётчиков «Асов». Их называли «неуловимые», «чёрные коршуны». С первых дней появления на фронте, «Асы» повели «психические» атаки: таран «в лоб» на винт и таран — «утюг». Эти атаки не выдерживали молодые лётчики, они допускали ошибки и погибали. Тогда кадровые лётчики заявили: «В бой пойдут одни „старики“! Молодёжь пусть учится на земле». На четвёртый день после появления «чёрных коршунов» Азаров встретился с ними в воздухе. Немецкий самолёт шёл тараном на винт истребителя Азарова. Не дрогнув, Азаров повёл машину навстречу «чёрному коршуну». Предельно сблизились боевые машины. Замерли боевые товарищи Азарова, наблюдавшие за боем с земли… «Чёрный коршун» не выдержал и взмыл вверх, показав Азарову слабо защищенное брюхо самолёта. Очередь крупнокалиберного пулемёта бронебойными пулями прошила бензобак. «Чёрный коршун» камнем падал вниз. Лётчик выпрыгнул с парашютом. Через два дня Азарова вызвали в штаб фронта и показали пленного лётчика. Это был полковник, награждённый Рыцарским крестом — высшая военная награда в фашистской Германии. В плену «Ас» рассказал, что таких частей, как «чёрный коршун», в германской армии мало. Их перебрасывают с одного фронта на другой, чтобы наводить ужас на советских лётчиков. На каждом фронте они задерживаются не более 2—3 недель. Пленный просил показать советского лётчика, который сбил его в бою. Ему показали Азарова Сергея Семёновича, двадцатисемилетнего лётчика «старика».
Тяжёлый воздушный бой лётчикам 36-го полка пришлось выдержать 7 октября 1942 года. Во второй половине дня девять И-153 из соседнего полка и четыре И-16, вылетев на задание в район балки Сосновка, встретили при подходе к цели группу немецких самолётов. 6 «мессеров» заходили на штурмовку боевых позиций советских войск. Завязался бой на виражах. Азарову удалось, выпустив реактивный снаряд РС-82, подбить один из Ме-110. В результате боя советские лётчики сбили или серьёзно повредили 18 немецких, но и сами потеряли 9 боевых машин. Многие самолёты получили повреждения. Погибли 3 лётчика.
Весной 1943 года 57-й гвардейский истребительный авиаполк перевооружился на английские самолёты «Спитфайр». Уже 28 апреля 1943 года полк перебазировался в Краснодар и вступил в кровопролитные бои на Кубани в составе 4-й воздушной армии. Только за шесть дней, с 3 по 8 мая, лётчики полка сбили 26 вражеских машин. Азаров 3 мая сбил 2 вражеских самолёта, а 5 мая — ещё один. На Кубани нашим ВВС противостояли отборные немецкие части, и полк понёс большие потери.
8 мая 1943 года гвардии капитан Солдатов с ведомым гвардии старшим лейтенантом Азаровым и ещё двумя лётчиками вылетели на перехват бомбардировщиков врага в район станицы Абинская. На подходе к линии фронта они вступили в бой с шестёркой истребителей противника. Прикрывая командира, Азаров сбил один Ме-109.
Отбивая яростные атаки противника, Азаров увидел, что машина Солдатова падает, а выпрыгнувшего с парашютом командира расстреливают вражеские истребители. Стремительно бросив свой самолёт между Солдатовым и двумя «мессерами», он принял на себя десятки пуль и снарядов. Самолёт загорелся. Вспыхнула одежда, кабина наполнилась дымом. Азаров сбросил фонарь, перевалился через борт и огненным клубком полетел к земле. Погасить пламя не удалось. Раскрывшийся парашют плавно опустил его на землю, но 10 мая 1943 года лётчик скончался от полученных ожогов в хирургическом полевом подвижном госпитале № 122 в станице Ахтырской. Похоронен на гражданском кладбище посёлка Ахтырский Абинского района Краснодарского края.
За год с небольшим пребывания на фронте заместитель командира эскадрильи 57-го гвардейского истребительного авиационного полка гвардии старший лейтенант Азаров совершил 324 боевых вылета, из которых 64 — на наземные цели, провёл 47 воздушных боёв, лично сбил 7 и в группе — 8 самолётов противника, уничтожил и вывел из строя до батальона вражеской пехоты, около 40 автомобилей с грузом и живой силой и много другой боевой техники.
Указом Президиума Верховного Совета СССР от 2 сентября 1943 года за образцовое выполнение боевых заданий командования на фронте борьбы с немецко-фашистскими захватчиками и проявленные при этом отвагу и геройство гвардии старшему лейтенанту Сергею Семёновичу Азарову было посмертно присвоено звание Героя Советского Союза.

## Награды
- Медаль «Золотая Звезда» Героя Советского Союза
- Два ордена Ленина
- Два ордена Красного Знамени
- Орден Александра Невского
- Орден Отечественной войны I степени

## Память
- Похоронен в посёлке городского типа Ахтырский Абинского района Краснодарского края.
- Имя Героя Советского Союза С.С.Азарова носит муниципальное бюджетное общеобразовательное учреждение средняя общеобразовательная школа № 5 в посёлке городского типа Ахтырский Абинского района Краснодарского края.

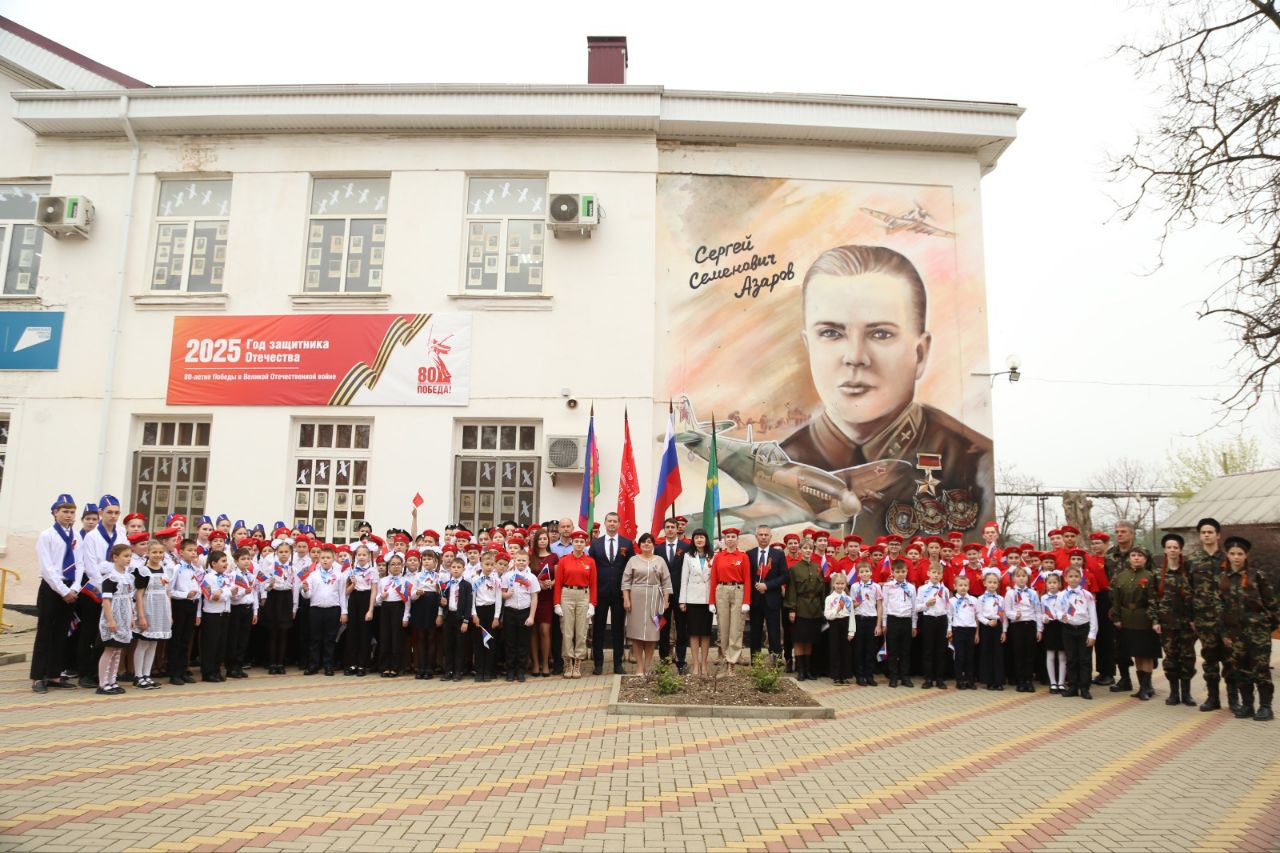
Мурал в честь героя Советского Союза Сергея Семёновича Азарова в Ахтырском

- На территории Брянского машиностроительного завода установлен памятник.
- Приказом Министра обороны СССР С. С. Азаров навечно зачислен в списки личного состава воинской части.
- Именем героя названа улица в Бежицком районе города Брянска.
- На территории Нетьинской СОШ имени Юрия Лёвкина в Брянском районе Брянской области установлен памятник.